# Mazères-Lezons
Pour les articles homonymes, voir Mazères et Lezons (homonymie).
Mazères-Lezons (prononcé [mazɛʁ ləzɔ̃] ; en béarnais Masèras-Leson ou Masères-Lesoû) est une commune française, située dans le département des Pyrénées-Atlantiques en région Nouvelle-Aquitaine.
Le gentilé est Mazérois.

## Géographie

### Localisation
La commune de Mazères-Lezons se trouve dans le département des Pyrénées-Atlantiques, en région Nouvelle-Aquitaine.
Elle se situe à 4,2 km par la route de Pau, préfecture du département
La commune fait en outre partie du bassin de vie de Pau.
Sur le plan historique et culturel, Mazères-Lezons fait partie de la province du Béarn, qui fut également un État et qui présente une unité historique et culturelle à laquelle s’oppose une diversité frappante de paysages au relief tourmenté.
Les communes les plus proches sont : 
Uzos (1,1 km), Bizanos (1,2 km), Gelos (1,7 km), Aressy (2,3 km), Rontignon (2,5 km), Pau (3,0 km), Jurançon (3,1 km), Meillon (3,4 km).

### Communes limitrophes
Les communes limitrophes sont  Aressy, Bizanos, Gelos, Pau et Uzos.
| Pau (par un quadripoint) | Bizanos        |        |
| Gelos                    | Mazères-Lezons | Aressy |
|                          |                | Uzos   |

### Hydrographie

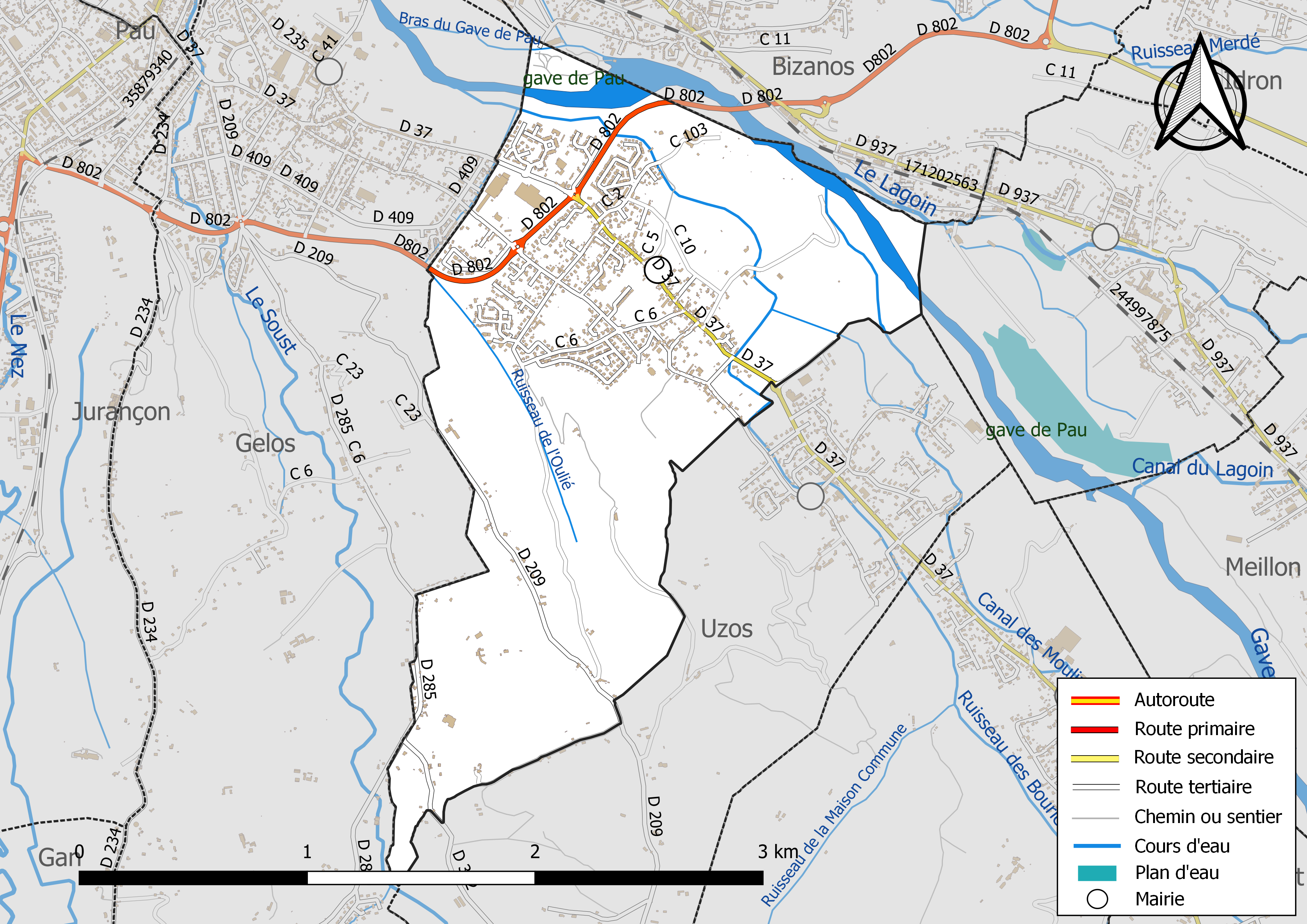
Réseaux hydrographique et routier de Mazères-Lezons.

La commune est drainée par le gave de Pau, le canal des Moulins, le ruisseau des Bouries, un bras du gave de Pau, le ruisseau de l'Oulié, et par divers petits cours d'eau, constituant un réseau hydrographique de 6 km de longueur totale,.
Le gave de Pau, d'une longueur totale de 192,8 km, prend sa source dans la commune de Gavarnie-Gèdre et s'écoule du sud-est vers le nord-ouest. Il traverse la commune et se jette dans l'Adour à Saint-Laurent-de-Gosse, après avoir traversé 88 communes.

### Climat
Pour des articles plus généraux, voir Climat de la Nouvelle-Aquitaine et Climat des Pyrénées-Atlantiques.
Historiquement, la commune est exposée à un climat de montagne.  
En 2020, Météo-France publie une typologie des climats de la France métropolitaine dans laquelle la commune est toujours exposée à un climat de montagne et est dans la région climatique Pyrénées atlantiques, caractérisée par une pluviométrie élevée (>1 200 mm/an) en toutes saisons, des hivers très doux (7,5 °C en plaine) et des vents faibles.
Pour la période 1971-2000, la température annuelle moyenne est de 13,1 °C, avec une amplitude thermique annuelle de 14 °C. Le cumul annuel moyen de précipitations est de 1 215 mm, avec 11,6 jours de précipitations en janvier et 8,4 jours en juillet. Pour la période 1991-2020, la température moyenne annuelle observée sur la station météorologique la plus proche, située sur la commune de Bénéjacq à 15 km à vol d'oiseau, est de 13,4 °C et le cumul annuel moyen de précipitations est de 1 244,1 mm,. Pour l'avenir, les paramètres climatiques de la commune estimés pour 2050 selon différents scénarios d’émission de gaz à effet de serre sont consultables sur un site dédié publié par Météo-France en novembre 2022.

### Milieux naturels et biodiversité

#### Réseau Natura 2000
Le réseau Natura 2000 est un réseau écologique européen de sites naturels d'intérêt écologique élaboré à partir des Directives « Habitats » et « Oiseaux », constitué de zones spéciales de conservation (ZSC) et de zones de protection spéciale (ZPS).
Un site Natura 2000 a été défini sur la commune au titre de la « directive Habitats » : le « gave de Pau », d'une superficie de 8 194 ha, un vaste réseau hydrographique avec un système de saligues encore vivace,.

#### Zones naturelles d'intérêt écologique, faunistique et floristique
L’inventaire des zones naturelles d'intérêt écologique, faunistique et floristique (ZNIEFF) a pour objectif de réaliser une couverture des zones les plus intéressantes sur le plan écologique, essentiellement dans la perspective d’améliorer la connaissance du patrimoine naturel national et de fournir aux différents décideurs un outil d’aide à la prise en compte de l’environnement dans l’aménagement du territoire.
Une ZNIEFF de type 2 est recensée sur la commune, : 
le « réseau hydrographique du gave de Pau et ses annexes hydrauliques » (3 000,84 ha), couvrant 71 communes dont 10 dans les Landes, 59 dans les Pyrénées-Atlantiques et 2 dans les Hautes-Pyrénées.

## Urbanisme

### Typologie
Au 1er janvier 2024, Mazères-Lezons est catégorisée ceinture urbaine, selon la nouvelle grille communale de densité à sept niveaux définie par l'Insee en 2022.
Elle appartient à l'unité urbaine de Pau, une agglomération intra-départementale regroupant 55  communes, dont elle est une commune de la banlieue,,. Par ailleurs la commune fait partie de l'aire d'attraction de Pau, dont elle est une commune de la couronne,. Cette aire, qui regroupe 227 communes, est catégorisée dans les aires de 200 000 à moins de 700 000 habitants,.

### Occupation des sols

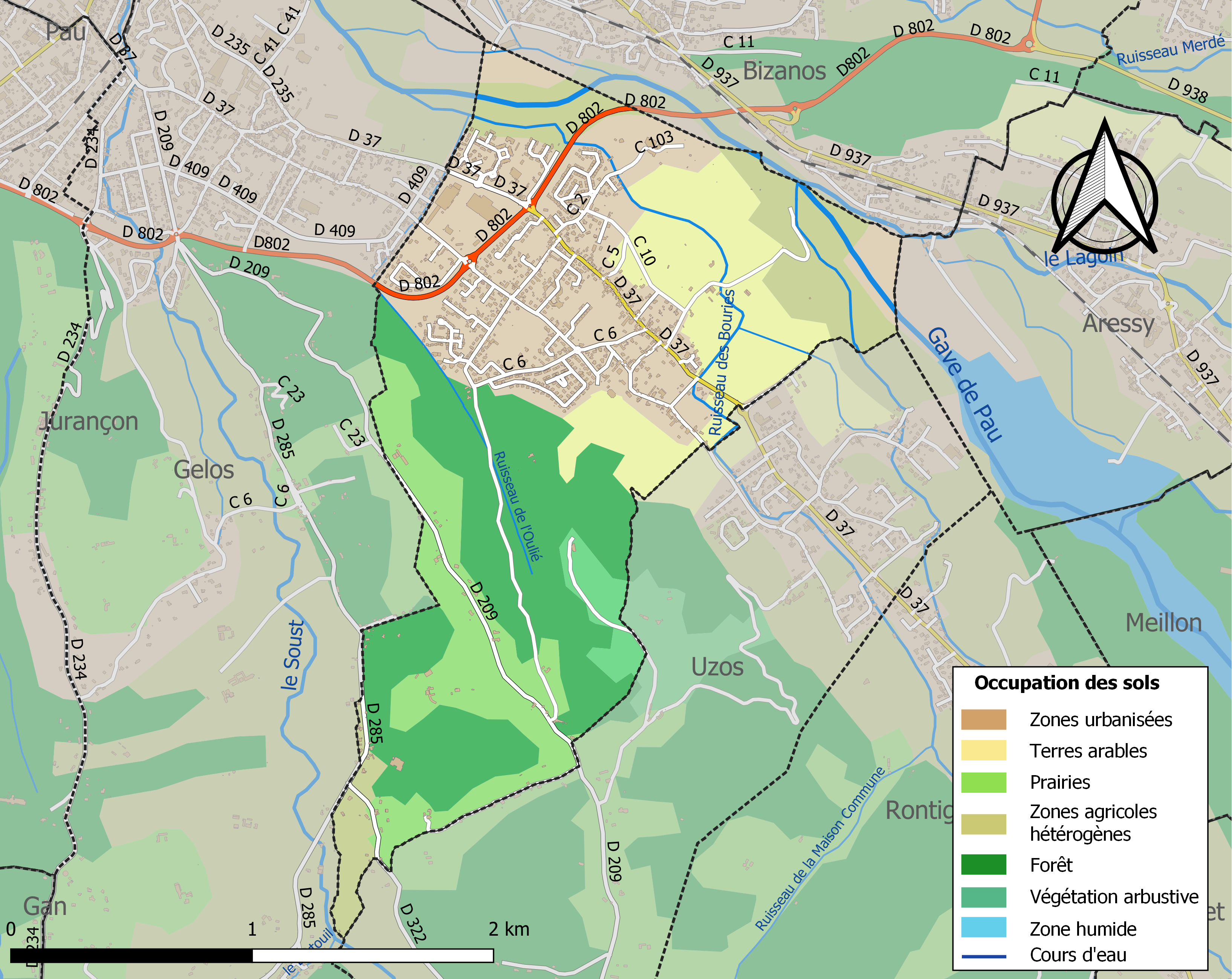
Carte des infrastructures et de l'occupation des sols de la commune en 2018 (CLC).

L'occupation des sols de la commune, telle qu'elle ressort de la base de données européenne d’occupation biophysique des sols Corine Land Cover (CLC), est marquée par l'importance des territoires agricoles (40,5 % en 2018), en diminution par rapport à 1990 (47,8 %). La répartition détaillée en 2018 est la suivante : 
zones urbanisées (30,2 %), forêts (25,7 %), terres arables (15,8 %), prairies (13,3 %), zones agricoles hétérogènes (11,4 %), milieux à végétation arbustive et/ou herbacée (2,3 %), mines, décharges et chantiers (1,4 %). L'évolution de l’occupation des sols de la commune et de ses infrastructures peut être observée sur les différentes représentations cartographiques du territoire : la carte de Cassini (XVIIIe siècle), la carte d'état-major (1820-1866) et les cartes ou photos aériennes de l'IGN pour la période actuelle (1950 à aujourd'hui).

### Lieux-dits et hameaux

#### Quartiers
Les quartiers des allées de Lezons, les jardins de Mazères et La Garenne bordent la rocade de contournement de Pau.
Les quartiers Henri-IV, les Aguts et le Hameau sont au pied des coteaux côté nord, et la Vallée Heureuse côté sud.
L’urbanisation de Mazères-Lezons s’est développée autour d’un bourg-rue, qui s'est ramifié de manière récente avec la construction de nouveaux quartiers, en particulier sous la forme de lotissements ou de petits collectifs. Le bourg ancien s’est développé le long de l’axe de communication nord-sud reliant Pau à Nay.

#### Lieux-dits
- L'Abadie.

### Voies de communication et transports
La commune est desservie par les routes départementales 37 et 802.

#### Transports urbains
Mazères-Lezons est desservie par le réseau de bus Idelis :
- Pau — Zénith ↔ Mazères — L'Arriou
- Pau — Porte des Pyrénées ↔ Mazères-Lezons — Lezons

### Risques majeurs
Le territoire de la commune de Mazères-Lezons est vulnérable à différents aléas naturels : météorologiques (tempête, orage, neige, grand froid, canicule ou sécheresse), inondations, mouvements de terrains et séisme (sismicité moyenne). Il est également exposé à un risque technologique,  le transport de matières dangereuses, et à un risque particulier : le risque de radon. Un site publié par le BRGM permet d'évaluer simplement et rapidement les risques d'un bien localisé soit par son adresse soit par le numéro de sa parcelle.

#### Risques naturels
La commune fait partie du territoire à risques importants d'inondation (TRI) de Pau, regroupant 34 communes concernées par un risque de débordement du gave de Pau, un des 18 TRI qui ont été arrêtés fin 2012 sur le bassin Adour-Garonne. Les événements antérieurs à 2014 les plus significatifs sont les crues de 1800, crue la plus importante enregistrée à Orthez (H = 15,42 m au pont d'Orthez), du 23 juin 1875, exceptionnelle par son ampleur géographique, des 27 et 28 octobre 1937, la plus grosse crue enregistrée à Lourdes depuis 1875, du 3 février 1952, du 27 janvier 1972 (10,46 m à Orthez pour Q = 725 m3/s), du 28 novembre 1974, du 1er juin 1978 (3,40 m à Rieulhès pour Q = 504 m3/s) et du 19 juin 2013. Des cartes des surfaces inondables ont été établies pour trois scénarios : fréquent (crue de temps de retour de 10 ans à 30 ans), moyen (temps de retour de 100 ans à 300 ans) et extrême (temps de retour de l'ordre de 1 000 ans, qui met en défaut tout système de protection). La commune a été reconnue en état de catastrophe naturelle au titre des dommages causés par les inondations et coulées de boue survenues en 1982, 1992, 1997, 2007, 2009 et 2013,.
Les mouvements de terrains susceptibles de se produire sur la commune sont des affaissements et effondrements liés aux cavités souterraines (hors mines). Afin de mieux appréhender le risque d’affaissement de terrain, un inventaire national permet de localiser les éventuelles cavités souterraines sur la commune.

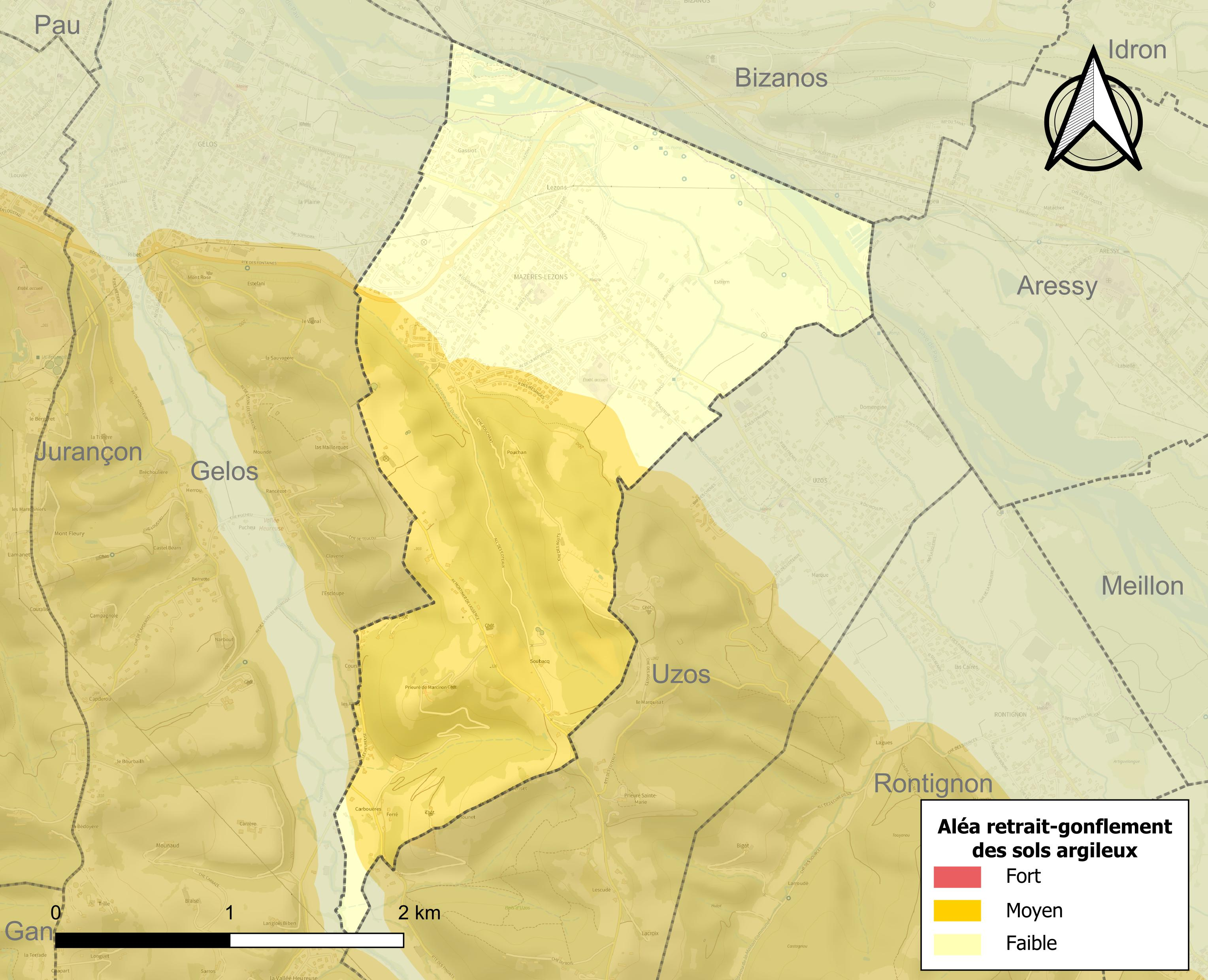
Carte des zones d'aléa retrait-gonflement des sols argileux de Mazères-Lezons.

Le retrait-gonflement des sols argileux est susceptible d'engendrer des dommages importants aux bâtiments en cas d’alternance de périodes de sécheresse et de pluie. 47,7 % de la superficie communale est en aléa moyen ou fort (59 % au niveau départemental et 48,5 % au niveau national). Depuis le 1er octobre 2020, en application de la loi ELAN, différentes contraintes s'imposent aux vendeurs, maîtres d'ouvrages ou constructeurs de biens situés dans une zone classée en aléa moyen ou fort,.

#### Risque particulier
Dans plusieurs parties du territoire national, le radon, accumulé dans certains logements ou autres locaux, peut constituer une source significative d’exposition de la population aux rayonnements ionisants. Selon la classification de 2018, la commune de Mazères-Lezons est classée en zone 2, à savoir zone à potentiel radon faible mais sur lesquelles des facteurs géologiques particuliers peuvent faciliter le transfert du radon vers les bâtiments.

## Toponymie
Le toponyme Mazères apparaît sous les formes Maseres (1368, titres de Béarn), Maserras et Mazeras (respectivement 1536 et 1538, réformation de Béarn), Saint-Barthélemy de Mazères (1714, titres du chapitre de Lescar) et Mazeres (1793 ou an II).
Le toponyme Lezons, village de Mazères, apparaît sous les formes Lezoos (1368, titres de Béarn),Lesoos (1382, contrats de Luntz), Lezos, Lessos et Lesons (respectivement 1536, 1546 et 1614, réformation de Béarn), Saint-Pierre de Lezons (1714, titres du chapitre de Lescar) et Lesous (1801, Bulletin des Lois).
Son nom béarnais est Masèras-Leson ou Masères-Lesoû.
Le toponyme l'Abadie est mentionné en 1863 (dictionnaire topographique Béarn-Pays basque).

## Histoire
Paul Raymond note qu'en 1385, Mazères comptait cinq feux et Lezons trois. La commune et son village dépendaient du bailliage de Pau. Il y avait à Lezons une abbaye laïque, vassale de la vicomté de Béarn.
Ancien lieu de résidence des vicomtes de Béarn, elle a donné son nom à une tour du château de Pau.
À partir du XVIIe siècle une activité de tisserands se développe sur la commune. Les terres agricoles sont alors consacrées à la culture du lin, amenant une prospérité toute relative. Mais c’est le passage de la route de Nay achevée en 1756, actuel tracé de l’avenue Général de Gaulle qui va permettre aux villages de se structurer et connaître une croissance démographique.
C’est le 21 mars 1842 qu’une ordonnance royale de Louis-Philippe ordonne la fusion de Mazères et Lezons. Les deux villages étaient déjà réunis par une urbanisation continue le long d’un chemin départemental (future RD 37), de la rue Henry IV sur Lezons et de la rue du Château sur Mazères.
Pendant la Seconde Guerre mondiale, la commune a servi de caches d'armes, et notamment de bazookas.
Durant les années 1960, 1970 et 1980, la commune a connu une rapide extension de son tissu urbain, sous forme de lotissements pavillonnaires, en raison de la croissance de la population communale, qui quadruple entre 1960 et 1990.

## Héraldique
| Blason | Blasonnement : De sinople, à deux bourgeons tigés d'or, arqués, adossés et liés par un cordon du même, chaussé aussi d'or au chef d'azur. |

## Politique et administration
| Période                                  | Période  | Identité          | Étiquette | Qualité |
| ---------------------------------------- | -------- | ----------------- | --------- | --- |
| Les données manquantes sont à compléter. |          |                   |           | |
| 1995                                     | 2008     | Henri Larqué      | PS        | |
| 2008                                     | En cours | Monique Sémavoine | MoDem     | 1re vice-présidente de Pau Béarn Pyrénées, Conseillère régionale de Nouvelle-Aquitaine (2015-2017) Conseillère départementale des Pyrénées-Atlantiques (depuis 2017) |

### Intercommunalité
Mazères-Lezons fait partie de sept structures intercommunales :
- la communauté d'agglomération de Pau Béarn Pyrénées ;
- le syndicat à vocation unique de régulation des cours d'eau ;
- le syndicat AEP de la région de Jurançon ;
- le syndicat d’énergie des Pyrénées-Atlantiques ;
- le syndicat intercommunal centre de loisirs de Narcastet ;
- le syndicat intercommunal d'études et de travaux d'aménagement du Soust et de ses affluents ;
- le syndicat intercommunal de défense contre les inondations du gave de Pau.

La commune accueille le siège du syndicat à vocation unique de régulation des cours d'eau.

## Population et société

### Démographie
L'évolution du nombre d'habitants est connue à travers les recensements de la population effectués dans la commune depuis 1793. Pour les communes de moins de 10 000 habitants, une enquête de recensement portant sur toute la population est réalisée tous les cinq ans, les populations de référence des années intermédiaires étant quant à elles estimées par interpolation ou extrapolation. Pour la commune, le premier recensement exhaustif entrant dans le cadre du nouveau dispositif a été réalisé en 2008.

En 2022, la commune comptait 1 831 habitants, en évolution de −0,76 % par rapport à 2016 (Pyrénées-Atlantiques : +3,78 %, France hors Mayotte : +2,11 %).
| 1793 | 1800 | 1806 | 1821 | 1831 | 1836 | 1841 | 1846 | 1851 |
| ---- | ---- | ---- | ---- | ---- | ---- | ---- | ---- | ---- |
| 158  | 229  | 337  | 236  | 218  | 257  | 413  | 411  | 408  |

| 1856 | 1861 | 1866 | 1872 | 1876 | 1881 | 1886 | 1891 | 1896 |
| ---- | ---- | ---- | ---- | ---- | ---- | ---- | ---- | ---- |
| 402  | 400  | 398  | 403  | 390  | 388  | 399  | 376  | 407  |

| 1901 | 1906 | 1911 | 1921 | 1926 | 1931 | 1936 | 1946 | 1954 |
| ---- | ---- | ---- | ---- | ---- | ---- | ---- | ---- | ---- |
| 407  | 403  | 418  | 393  | 435  | 445  | 453  | 423  | 538  |

| 1962 | 1968 | 1975  | 1982  | 1990  | 1999  | 2006  | 2008  | 2013  |
| ---- | ---- | ----- | ----- | ----- | ----- | ----- | ----- | ----- |
| 565  | 601  | 1 050 | 1 568 | 2 079 | 2 143 | 2 026 | 2 000 | 1 894 |

| 2018  | 2022  | - | - | - | - | - | - | - |
| ----- | ----- | - | - | - | - | - | - | - |
| 1 820 | 1 831 | - | - | - | - | - | - | - |

Mazères-Lezons fait partie de l'aire d'attraction de Pau.

## Économie
La commune fait partie des zones AOC du vignoble du Jurançon et du Béarn et de celle de l'ossau-iraty.

## Culture locale et patrimoine

### Patrimoine civil
La commune ne comporte pas de monument historique mais présente certaines constructions anciennes d’intérêt patrimonial, tel le château Estéfani (route de Piétat), et la motte castrale, reste d’un camp antique, au lieu-dit « Pouchant ». De plus un manoir datant du XIXe siècle se situe à l’intersection de la rue Gave et de la RD 37.
Enfin, on peut relever la présence du petit lavoir au bord du ruisseau L’Arriou (Rue Sully).

### Patrimoine religieux
L'église Saint-Barthélemy-et-Saint-Pierre de Mazères-Lezons date de la deuxième moitié du XIXe siècle.

## Équipements

### Enseignement
Mazères-Lezons dispose d'une école maternelle et primaire (école Jules-Ferry) ainsi que d'une école maternelle en langue Occitane (La Calandreta).

## Sports

### Association sportive Mazères-Uzos-Rontignon (ASMUR)
L'AS Mazères Uzos Rontignon ou ASMUR est un club omnisports basé dans la commune et créé en 1987. Il est né de la fusion de deux clubs, l’Association sportive Mazères (ASM) et l'Association sportive et culturelle d'Uzos et Rontignon (ASCUR), et des 3 communes béarnaises de Mazères-Lezons, Uzos et Rontignon.
L'Association Sportive Mazères-Lezons avait été fondée en 1947 avant d'être mise en sommeil et de reprendre ses activités en 1975.
Le club est reconnu pour son équipe féminine, qui a affronté le PSG en 16e de finale de Coupe de France féminine en 2019 au Nouste Camp. Le club ne parvient pas à valider la montée en championnat de France féminin de football D2 en raison d'un calendrier défavorable au moment de l'arrêt des compétitions en raison de la Pandémie de Covid-19 en France.
C'est le seul club féminin de football en Béarn.
L'équipe seniors masculine évolue au niveau régional en Nouvelle-Aquitaine, avec des équipes de jeunes et une école de football.
L'Association sportive Mazères-Uzos-Rontignon est une association loi de 1901 dont le siège social est fixé salle Marcelle-Courtois (rue du 8-mai-1945) au stade municipal de Mazères-Lezons.